# Джанлука Беззіна
Джанлу́ка Беззі́на (мальт. Gianluca Bezzina; нар. 9 листопада 1989 року, Кренді, Мальта) — мальтійський лікар і співак. Представляв Мальту на Євробаченні 2013 з піснею «Tomorrow».

## Життєпис
Джанлука Беззіна народився в 1989 році в Кренді, Мальта. Дід Джанлуки по материнській лінії, Гаетано Буттігієг, більш відомий як Гаетано Канта, також був відомою персоною на Мальті. Він був одним із піонерів використання мальтійської мови в попмузиці. У 1950-х, 60-х і 70-х Гаетано опублікував мальтійські тексти, адаптовані до міжнародних поп-пісень. Джанлука одружився в 2017 році. Подружжя має трьох дітей.

## Кар'єра
Беззіна розпочав свою музичну кар'єру, вивчаючи акордеон у віці семи років, водночас розвиваючи свої навички співу у Мальтійському дитячому хорі. На Джанлуку також глибоко вплинули римо-католицькі молодіжні організації, які він досі відвідує на регулярній основі, особливо молодіжне товариство, де проводяться релігійні музичні заходи та святкування.
Беззіна був фронтменом групи Funk Initiative і випустив три сингли, включаючи «The Liberators» і «Paris». 19 червня 2014 року Funk Initiative були оголошені переможцями конкурсу Isle Of MTV Battle Of The Bands і вони відкрили концерт Isle of MTV, який відбувся у Флоріані 25 липня 2014 року.
Беззіна, який працює лікарем з липня 2012 року разом з Ірою Лоско та Мойрою Делією представили Мальту у півфіналі і фіналі пісенного конкурсу Євробачення-2014.
3 жовтня 2014 року Джанлука разом із чотирма своїми сестрами вийшов у півфінал від Мальти на пісенному конкурсі Євробачення-2015 з піснею «Beautiful To Me».